# جيم أندرسون (سياسي أمريكي)
جيم أندرسون (بالإنجليزية: Jim Anderson)‏ هو سياسي أمريكي، ولد في 17 مارس 1943. حزبياً، نشط في الحزب الجمهوري. وقد انتخب عضو مجلس ولاية وايومنغ وانتخب عضو مجلس نواب وايومنغ.